# Ireneusz Sitarski
Ireneusz Robert Sitarski (ur. 23 grudnia 1958 w Laskach) – polski przedsiębiorca, menedżer i polityk. Podsekretarz stanu w Ministerstwie Przekształceń Własnościowych w latach 1994–1996 i w Ministerstwie Skarbu Państwa w latach 2001–2003.

## Życiorys
Absolwent Wydziału Handlu Zagranicznego Szkoły Głównej Planowania i Statystyki w Warszawie. W czasie studiów działacz ruchu studenckiego. Członek Komitetu Strajkowego SGPiS (listopad/grudzień 1981) i stowarzyszenia Korporacja Handlu Zagranicznego.
Dwukrotnie pełnił funkcję podsekretarza stanu – w Ministerstwie Przekształceń Własnościowych (1 lipca 1994 – 29 lutego 1996) oraz w Ministerstwie Skarbu Państwa w latach 2001–2003. Jako wiceminister w rządzie SLD-PSL-UP był odpowiedzialny za spółki strategiczne i fundusze kapitałowe, a także nadzorował prywatyzację. Uczestniczył w procesie przygotowania polskiej gospodarki do integracji z Unią Europejską.
Zdobył doświadczenie zawodowe w zarządzaniu, budowaniu strategii rozwoju i restrukturyzacji firm z różnych sektorów gospodarki. Pełnił szereg funkcji zarządczych i nadzorczych w spółkach prawa handlowego. Zasiadał w zarządach m.in. NFI Foksal SA, Impexmetal SA, przewodniczył radom nadzorczym m.in. Polskiego Towarzystwa Ubezpieczeniowego SA, Banku Gospodarki Żywnościowej SA, PESA Bydgoszcz SA. Był Prezesem Związku Pracodawców Branży Infrastruktury w Konfederacji Lewiatan. Później zajął się doradztwem ekonomicznym i finansowym, został wiceprezesem Zarządu Empiria Consulting SA.
W 2018 kandydował do Sejmiku Województwa Mazowieckiego jako lider listy KKW SLD Lewica Razem w okręgu obejmującym Radom i 8 powiatów (zdobył 3215 głosów). W 2019 był kandydatem w wyborach do Europarlamentu z rekomendacji Sojuszu Lewicy Demokratycznej w ramach Koalicji Europejskiej w okręgu nr 5 (Mazowsze) oraz w wyborach parlamentarnych do Sejmu z listy SLD w okręgu radomskim.

## Życie prywatne
Żonaty, ma dwoje dzieci.